# グルメンピック
グルメンピックは、日本の和歌山県すさみ町が1990年から1998年までの毎年、同町内で開催した公的な観光イベントである。
全国から一般の参加者を募り、料理の味を競った。同町がPR目的で考案した架空のミニ独立国「イノブータン王国」の主要イベントという位置付けであった。